# Leichtathletik-Europameisterschaften 1986/Medaillenspiegel
Dies ist der Medaillenspiegel der Leichtathletik-Europameisterschaften 1986, welche vom 26. bis zum 31. August im deutschen Stuttgart ausgetragen wurden. Bei identischer Medaillenbilanz sind die Länder auf dem gleichen Rang geführt und alphabetisch geordnet.
| Medaillenspiegel | Medaillenspiegel | Medaillenspiegel | Medaillenspiegel | Medaillenspiegel | Medaillenspiegel |
| Platz            | Land             | Gold             | Silber           | Bronze           | Gesamt           |
| ---------------- | ---------------- | ---------------- | ---------------- | ---------------- | ---------------- |
| 1                | UdSSR            | 11               | 13               | 12               | 36               |
| 2                | DDR              | 11               | 10               | 8                | 29               |
| 3                | Großbritannien   | 8                | 2                | 5                | 15               |
| 4                | Bulgarien        | 3                | 4                | 1                | 8                |
| 5                | Italien          | 2                | 6                | 2                | 10               |
| 6                | BR Deutschland   | 2                | 4                | 5                | 11               |
| 7                | Frankreich       | 1                | 1                | 2                | 4                |
| 8                | Spanien          | 1                | –                | 2                | 3                |
| 9                | Norwegen         | 1                | –                | –                | 1                |
| 9                | Portugal         | 1                | –                | –                | 1                |
| 9                | Schweiz          | 1                | –                | –                | 1                |
| 9                | Tschechoslowakei | 1                | –                | –                | 1                |
| 13               | Schweden         | –                | 1                | 2                | 3                |
| 14               | Rumänien         | –                | 1                | 1                | 2                |
| 15               | Finnland         | –                | 1                | –                | 1                |
| 16               | Niederlande      | –                | –                | 2                | 2                |
| 17               | Polen            | –                | –                | 1                | 1                |
| Gesamt           | Gesamt           | 43               | 43               | 43               | 129              |